# 北海道博物館

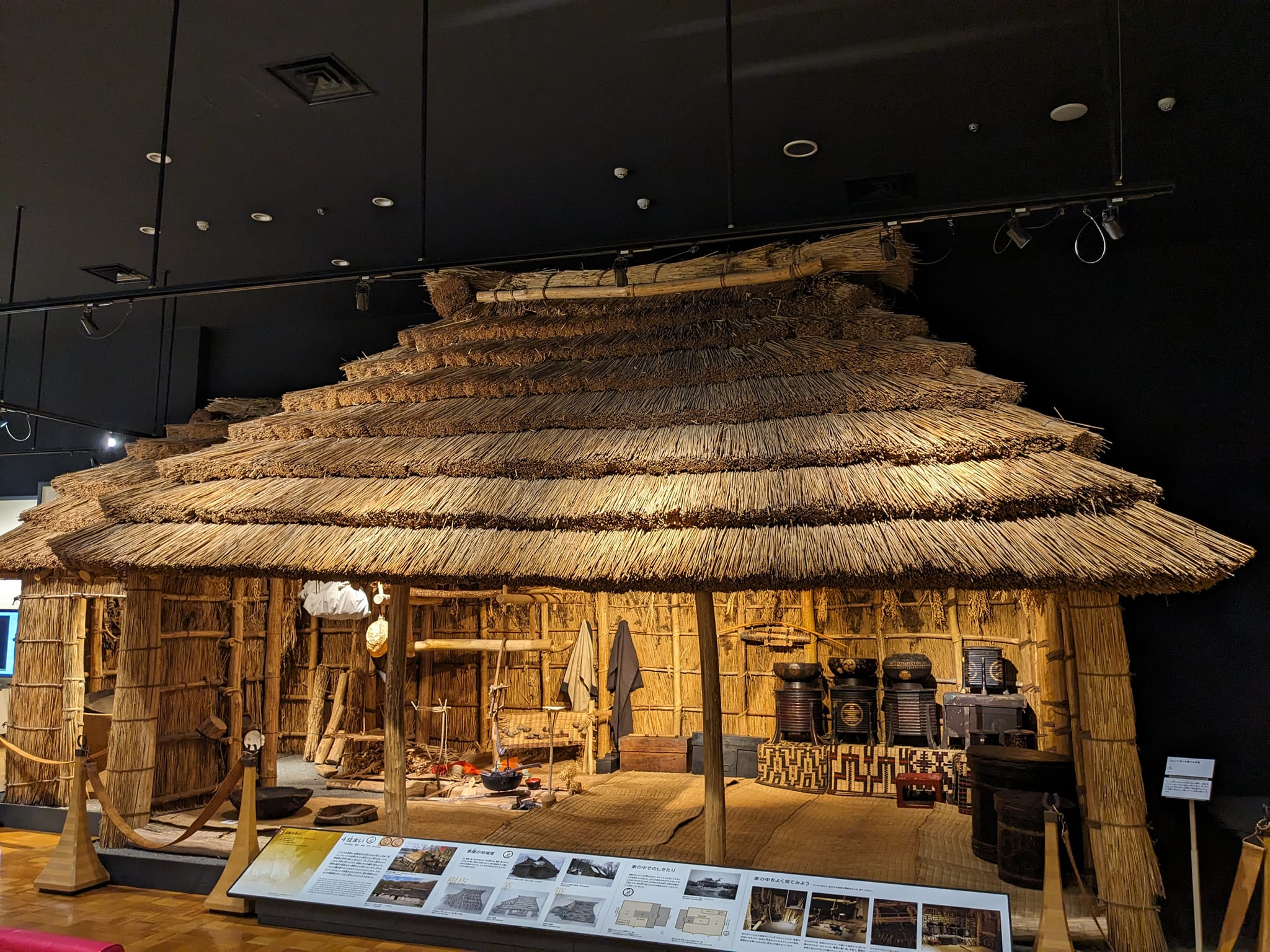
内部に復元されたアイヌ民族の伝統住居「チセ」

北海道博物館（ほっかいどうはくぶつかん、英語: Hokkaido Museum）は、2015年（平成27年）4月18日に開館した総合博物館で、愛称は森のちゃれんがである。

## 北海道博物館
1971年（昭和46年）4月15日に北海道百年記念事業の一環として開館した北海道開拓記念館を前身とする（国立）。開拓記念館は2013年（平成25年）11月4日から休館し、北海道が策定する「北海道博物館基本計画」に基づき大幅改装され、北海道立アイヌ民族文化研究センターを統合し、名称を「北海道博物館」と改称した。
当館は野幌森林公園内にある。常設展示はそのほとんどを考古学も含む歴史学系、および民俗学系が占めるが、学芸員には動物学と植物学双方の自然史系スタッフも配置されており、館による調査研究活動や社会教育活動が、人文系と自然史系の双方に渡って展開されている。

## 建築概要
- 建築名称 - 北海道開拓記念館（当時）
- 建築主 - 日本
- 設計者 - 佐藤武夫設計事務所（現：佐藤総合計画）[7]
- 施工 - 戸田建設[7]
- 建築面積 - 4,107平方メートル
- 延床面積 - 8,875平方メートル
- 竣工 - 1970年（昭和45年）12月
- 構造 - RC造、一部SRC造
- 所在地 - 〒004-0006 北海道札幌市厚別区厚別町小野幌53-2
- 受賞歴 - 1972年第13回BCS賞、1973年度日本建築学会賞作品賞

## 館内施設
- 地下階：はっけん広場、講堂
- 1階：グランドホール、記念ホール、切符売場、総合展示室、ミュージアムショップ、カフェ
- 中2階：休憩ラウンジ
- 2階：総合展示室、特別展示室

## 展示内容

### 現在
総合展示室（常設展示）
1階
- プロローグ「北と南の出会い」
- 第1テーマ「北海道120万年物語」
- 第2テーマ「アイヌ文化の世界」

2階
- 第3テーマ「北海道らしさの秘密」
- 第4テーマ「わたしたちの時代へ」
- 第5テーマ「生き物たちの北海道」

## 館長・各テーマ担当者

### 館長
- 石森秀三（2013年4月より）

### 各テーマ担当者（2013年4月現在）
- 考古学
  - 右代啓視（北海道の先史文化・チャシ）
  - 鈴木琢也（擦文文化・古環境・物流）
- 保存科学
  - 小林幸雄（温度環境・漆製品）
  - 杉山智昭（保存科学・分子生物学・原子学）
- 自然科学
  - 添田雄二（第四紀学・珪藻化石）
  - 圓谷昂史（第四紀学・古生物学）
  - 堀繁久（昆虫学・甲虫・蛾）
  - 水島未記（植物生態学）
- 文化人類学・文化史
  - 小林孝二（建築史・チセ）
  - 会田理人（産業史・漁具・漁業史）
  - 池田貴夫（文化人類学・カナダ先住民・噴火民俗学）
  - 出利葉浩司（文化人類学・アイヌ文化）
  - 舟山直治（生活史・民俗芸能）
  - 村上孝一（建築史・生活史・鰊御殿）
  - 山際秀紀（産業史・馬利用・農機具）
  - 青柳かつら（産業史・森林科学・環境科学）
- 歴史学
  - 東俊佑（日本近世史・北東アジア史・間宮林蔵・幕末樺太先住民）
  - 寺林伸明（近現代史・労働関係史）
  - 三浦泰之（日本近世史・松前和人地芸能興行・松浦武四郎）
  - 山田伸一（日本近現代史・アイヌ史・狩猟史）
  - 山際晶子（日本美術史）

## 利用案内
- 観覧時間：5月-9月 9:30-17:00、10月-4月 9:30-16:30（入館は閉館時間の30分前まで）
- 休館日：毎週月曜日（祝日・振替休日の場合は直後の平日）、年末年始（12月29日-1月3日）
- 観覧料（常設展示）：一般600円（団体割引500円）、高校･大学生300円（同200円）
  - 小中学生、65歳以上、障害者は無料
  - 団体割引は10名以上

## 交通アクセス
- 千歳線新札幌駅そばの新札幌バスターミナルからJR北海道バス（新22 開拓の村線）で約15分程度、降りるバス停は「北海道博物館」である。開拓記念館時代はJR札幌駅バスターミナルからも直通バスが出ていたが、2015年4月より同駅への乗り入れは廃止された。
  - 北海道博物館から徒歩約20分程度の所に函館本線森林公園駅があり、バスはこの駅を経由する。

## 関連人物
- 犬飼哲夫: 初代館長
- 丹保憲仁: 2007年から2010年まで館長を務めた。
- 堀達也: 2010年4月から2013年3月まで館長を務めた。